# 淮海公寓
淮海公寓原名万国储蓄会公寓、盖司康公寓或戤司康公寓（英語：Gascogne Apartments），是位于上海市徐汇区淮海中路1202～1218号的一处公寓住宅，由沿街五层辅楼（淮海中路1204-1218号）和其后的十三层主楼（淮海中路1202号）组成。公寓处于淮海中路北侧，华亭路、东湖路之间，东临原为亨利公寓的淮中大楼。

## 历史
20世纪20年代起，随着上海人口增长，地价飙升，高层公寓开始兴起，淮海公寓也建造于这一时期。20世纪30年代，上海法租界内的金融机构万国储蓄会投资建造该公寓。公寓由法商赉安洋行设计，中法营造厂承建。1935年公寓建成，以万国储蓄会大班盖司康的名字命名为盖司康公寓。1946年，公寓由国民政府接收，提供政府官员使用。中华人民共和国建国后，由上海市房地产部门接管,规定为外国驻沪领事馆租用房屋。1953年，公寓更名为勤工公寓。1954年，又因地处淮海路而改称淮海公寓。1994年，公寓主楼被选为第二批上海市优秀历史建筑，2003年又入选徐汇区登记不可移动文物。公寓辅楼则分别于1999年和2003年，被列为第三批上海市优秀历史建筑和徐汇区登记不可移动文物。
公寓曾是上海有名的高档公寓，建成之初多为外侨，尤其是领事馆工作人员租住。当时公寓内一室二厅的住宅月租金为200美元，而且住户必须接受面试才能入住。历史学家周谷城、经济学家孙曜东曾在此居住，瑞士、印度尼西亚驻沪领事馆也曾在此办公。目前公寓仍为住宅，辅楼底层开设店铺。21 世纪初,公寓主楼被美国驻上海总领事馆租用,作为领事馆工作人员宿舍。

## 建筑特色

### 总体设计
公寓用地面积0.5公顷，包含南侧临街的辅楼和北侧的主楼。主楼和辅楼之间设有绿地和回车道，汽车库和其余附属用房则位于主楼北侧。如此设计可能是为了充分利用公寓所属地块狭长的地形。

### 主楼设计
公寓主楼是一幢13层建筑，高53米，建筑面积9062平方米。建筑桩基深达31米，采用洋松桩和混凝土灌注桩相结合的混合桩基支承。其地上部分则是钢筋混凝土框架结构，建筑平面成“一字形”。其结构设计巧妙,传力体系沿高度变化复杂而又不失明确,且充分利用了材料的强度。
该建筑是赉安洋行最具代表性的作品之一，其建筑风格为现代风格，带有明显的装饰艺术特征。公寓采取这种风格，是设计者赉安洋行与业主协商的结果。建筑立面中轴对称，呈现由中部向两翼跌落的形态，以米黄色砖铺设。南立面中央设有三条白色的水泥装饰带，两翼对称地布置向内凹进的阳台，阳台栏板亦为白色，每侧的阳台又以一条白色的水泥装饰带分割。如此形成简洁而又强烈的虚实对比，使得该建筑颇具现代风格的特点，对称元素的应用则展示了装饰艺术的特点。
主楼入口位于底层中部，设有雨棚，并与门厅相连。除门厅外，主楼底层还设有接待室等公共用房。二楼部分为车库。三楼以上为住宅。其中二至六层可分为三个单元。中间单元为两个三室户，一个一室户，根据户型设相应阳台。七层以上居住标准更高，每层设有两个五室户。共有居室62套，大小在18～24平方米之间；客厅面积较大，为60平方米。室内铺设硬木地板，墙面装有柚木护墙板，卫浴设施齐全，装饰考究。主楼设有四部电梯，其中中间单元设一部客梯，一部货梯；两边单元各设一部客梯。

### 辅楼设计
公寓辅楼高5层，建筑面积3318平方米。就建筑结构和内、外部设计而言，辅楼均与主楼十分相似。辅楼底层为商铺，二层以上每层设6套居室，共24套。